# Trichocentrum schwambachiae
Trichocentrum schwambachiae, também conhecido como orelha-de-burro ou chita-miúda, é uma espécie de planta do gênero Trichocentrum e da família Orchidaceae. 

## Taxonomia
A espécie foi descrita em 2014 por Thiago Erir Cadete Meneguzzo. 
Os seguintes sinônimos já foram catalogados:  
- Oncidium schwambachiae  V.P.Castro & Toscano
- Lophiaris schwambachiae  (V.P.Castro & Toscano) Senghas
- Lophiaris schwambachii  (V.P.Castro & Toscano) Senghas
- Oncidium schwambachii  V.P.Castro & Toscano
- Trichocentrum schwambachii  (V.P.Casto & Toscano) Meneguzzo

## Forma de vida
É uma espécie epífita e herbácea. 

## Descrição
| Folha                                  | Folha                               |
| -------------------------------------- | ----------------------------------- |
| face                                   | bifacial                            |
| forma                                  | estreito elíptica oblonga ou linear |
| Flor                                   |                                     |
| cor predominante da pétala e da sépala | bege                                |
| ornamentação de sépala e pétala        | maculada                            |
| cor predominante do labelo             | bege                                |
| calo do labelo                         | carenado                            |
| base do labelo                         | não calcarada                       |
| polinário com viscidio                 | elíptico                            |

## Conservação
A espécie faz parte da Lista Vermelha das espécies ameaçadas do estado do Espírito Santo, no sudeste do Brasil. A lista foi publicada em 13 de junho de 2005 por intermédio do decreto estadual nº 1.499-R. 

## Distribuição
A espécie é encontrada no estado brasileiro de Espírito Santo. 
Em termos ecológicos, é encontrada no domínio fitogeográfico de Mata Atlântica, em regiões com vegetação de floresta ombrófila pluvial.